# Warm Springs (Georgia)
Warm Springs – miasto w Stanach Zjednoczonych, w stanie Georgia, w hrabstwie Meriwether.

## Gorące źródła
Miasto jest znane ze względu na wypływające wody termalne o stałej temperaturze +32 °C. Zlokalizowany jest w nim założony w 1927 roku Instytut Rehabilitacji Roosevelta ((ang.) Roosevelt Warm Springs Institute for Rehabilitation).

## Historia
Przed przybyciem białych okoliczne tereny zamieszkane były przez Indian z plemienia Krik. Zarówno oni, jak i żyjący dalej na północy Czirokezi odwiedzali okoliczne źródła termalne. Te wypływające u podstawy Pine Mountain wody służyły do leczenia rannych i chorych ludzi. Znane były one także wśród białych osadników i w 1832 r. David Rose wybudował pierwszy budynek o charakterze uzdrowiskowym. Od tego okresu popularność „resortu” zaczęła rosnąć.
Jednak miejsce zyskało sławę od czasu gdy niedaleko Warm Springs w Małym Białym Domu zamieszkał urzędujący wówczas Prezydent Stanów Zjednoczonych – Franklin Delano Roosevelt. Już od 1920 roku próbował on w tym miejscu leczyć paraplegię spowodowaną rozpoznaną u niego chorobą Heinego-Medina. Zmarł on tamże 12 kwietnia 1945 a jego następcą został Harry Truman.